# Seymour Skinner
Seymour Skinner er en fiktiv person der er skoleinspektør på Springfield Elementary School i The Simpsons-universet. Han bliver kaldt Rektor Skinner (eng. Principal Skinner) eller bare Skinner. 
I virkeligheden hed han Armin Tamzarian, for i sit tidligere liv var han en forældreløs bølle (sådan en der kørte på motorcykel og den slags) inde i storbyen Captial City, indtil han blev sat for dommer pga. at han havde taget en gammel dames taske. Retten gav ham nu 3 valg: 1. Fængsel 2. Militæret eller 3. En undskyldning til den gammel dame. Hvis han havde vist at Vietnamkrigen var i gang ville han nok have undskyldt. Da han gik ind i militæret mødte han den rigtige Seymour Skinner eller "Sgt. Seymour Skinner US Army", Sgt. Skinner (den rigtige) tog ham under sin "vinger" og fortalte ham om hans mor Agnes Skinner, hans liv, og at hans største drøm var at blive skoleinspektør på en skole. Men en dag i militæret blev det meldt Sgt. Skinner var blevet meldt savnet og at han nu tilsyneladende var død, Armin følte at han hellere måtte tage til Springfield for at fortælle moren den sørgelige nyhed, men da den gamle kone åbnede døren, havde hendes alder jo ændret, sig så da hun åbnede døren og Armin stod der og skulle til at forklare hende hvad der skete udbrød hun "Seymour... is that you?" (Seymour... er det dig)? og fordi Armin ikke kunne bære at fortælle den sørgelige nyhed til Agnes Skinner kunne han jo lige så godt lade som om at han var hendes rigtig søn (hvilket han jo i virkeligheden heller ikke er), men det finder man ud af i The Simpsons sæson 9 – 2. Episode The Principal and The Pauper .
Skinner nærer stor respekt for Chalmers, skoledistriktets tilsynshavende. Han har siden episode 172 i sæson 8 Grade School Confidential haft en affære med læren Edna Krabappel. Desuden bor han – i en alder af 40 år – stadig hjemme hos sin mor, Agnes Skinner, der til Seymour Skinners store irritation ikke kan lade være med at kalde ham for "Spanky" i fuld offentlighed. Han er stadig ungkarl.
Hans stemme er indtalt af Harry Shearer.